# Заманили (пісня)
«Заманили» — пісня української співачки Джамали та гурту «ДахаБраха».

## Опис
Автором тексту стала Джамала, а музика народилася в результаті шестигодинного джему співачки та гурту «ДахаБраха».
Пісня вийшла у двох версіях – Original і Morphom version. Саундпродюсером original-версії синглу виступив Юрій Хусточка, співзасновник гуртів «Океан Ельзи», Esthetic Education та Millionkopek. Саундпродюсером другої версії виступив Роман Черенов, лідер електронного проєкту Morphom.
Під час першого півфіналу конкурсу Євробачення 2017, який проходив 9 травня, Джамала виконала пісню «Заманили». На початку музичного номера співачка сиділа в густому «тумані» під вовче виття, виступ мав своє шоу зі світловими проєкціями на фоні.

## Список пісень
| #  | Назва                        | Тривалість |
| -- | ---------------------------- | ---------- |
| 1. | «Заманили»                   | 3:21       |
| 2. | «Заманили» (Morphom version) | 3:24       |

## Чарти
| Країна | Найвища позиція |
| ------ | --------------- |
| RUS    | 199             |
| UKR    | 17              |